# Anita Duijf
Anita Duijf (Amsterdam, 1951) is een Nederlandse kunstschilder en muzikant. Zij is werkzaam in Zandvoort en Amersfoort.

## Muziek (Hammond orgel)
Duijf wordt geboren in de Jordaan, Amsterdam, maar brengt een groot deel van haar jeugd door in Arnhem. Als tiener speelt zij in  bands als The Atlantics, Surfinco en Driftin’ Soul. In 1971 verlaat zij het ouderlijk huis en verhuist terug naar Amsterdam. Daar speelt ze bij de band Respect, dat later onderdeel uitmaakt van de meidenband Girlie, waarmee zij in 1978 de hit Andy scoort. In 1982 speelt zij in de begeleidingsband van Bill van Dijk op het songfestival in Harrogate, Engeland. Het nummer Jij en Ik eindigt op de 16e plaats. Ze werkte vervolgens samen met vele nationale en internationale artiesten, waaronder de Danny Lademacher Band en Tough & Tender. In 2016 wordt zij toetsenist bij bluesformatie More Than Blues, met zanger Lain Barbier die landelijk bekend werd door zijn deelname in The Voice Senior in 2018.

## Schilderkunst
In Amsterdam ontmoet Duijf kunstenaar Hans van Horck, met wie zij trouwt. Zij ontwikkelt zich naast haar muzikale carrière als beeldend kunstenaar. Zij verwerft bekendheid met haar schilderijen van bloemen, waarbij de tulp een vaak terugkerend thema is. Ook mensfiguren en architectuur uit verschillende culturen vormen vaak de basis voor haar schilderijen, waarin figuratie en abstractie gecombineerd worden tot een kleurrijk geheel vol symboliek.
Het werk van Duijf is met enige regelmaat te zien in de Nederlandse galeries en kunstbeurzen. Ook in het buitenland is haar werk te zien geweest, waaronder in de Verenigde Staten, Duitsland, België en Luxemburg.
Het atelier dat zij deelt met haar echtgenoot bevindt zich op de bovenste etage van Musiom in Amersfoort en maakt onderdeel uit van het museum.

## Fotogalerij

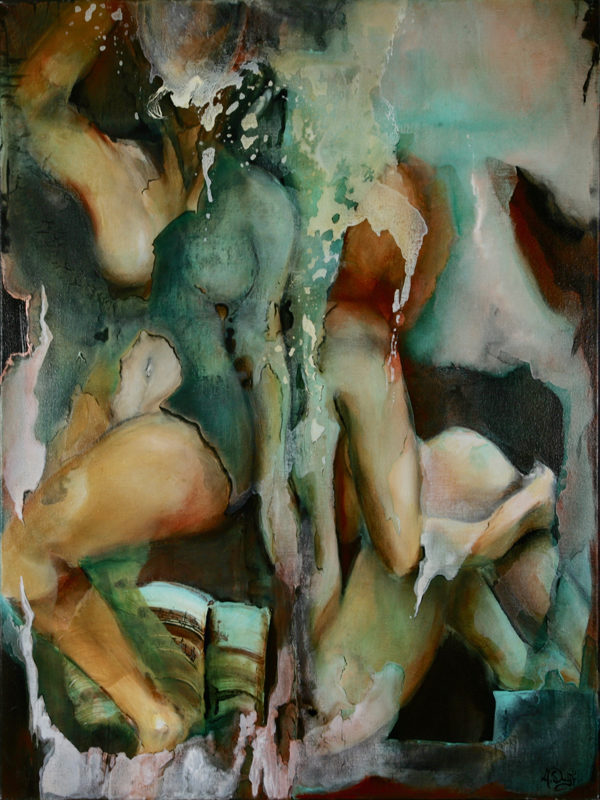
Wachtenden (2018)

## Werk in openbare collecties
- Musiom, Amersfoort